# V Międzynarodowe Klubowe Zawody Spadochronowe Gliwice 1979
V Międzynarodowe Klubowe Zawody Spadochronowe Gliwice 1979 – odbyły się 20–27 maja 1979. Gospodarzem Mistrzostw był Aeroklub Gliwicki, a organizatorem Sekcja Spadochronowa Aeroklubu Gliwickiego. Patronat nad Mistrzostwami sprawowało Towarzystwo Miłośników Ziemi Gliwickiej. Do dyspozycji skoczków był samolot An-2TD SP-ANW.

## Rozegrane kategorie
Zawody rozegrano w trzech kategoriach spadochronowych:
- Indywidualnie celność lądowania – skoki wykonano z wysokości 1000 m, opóźnienie 0–5 sekund
- Akrobacja zespołowa Relativ – skoki zespołowe z zejściem się w czasie opadania z zamkniętym spadochronem 3. skoczków w powietrzu. Skok wykonywany z wysokości 2500 m, opóźnienie 40 sekund
- Drużynowa po dwóch konkurencjach.

Źródło: 

## Medaliści
Medalistów V Międzynarodowych Klubowych Zawodów Spadochronowych Gliwice 1979 podano za: Jan Isielenis, Archiwum Sekcji Spadochronowej Aeroklubu Gliwickiego, 1979. Brak numerów stron w książce
| Konkurencja           | Złoto                | Srebro               | Brąz                  |
| Indywidualnie celność | Dimitr Jangiczow     | Ryszard Łuczak       | Ryszard Kopijczuk     |
| Akrobacja zespołowa   | Aeroklub Gliwicki I  | Aeroklub Gliwicki II | Aeroklub Vergiate II  |
| Drużynowo             | Aeroklub Gliwicki II | Aeroklub Burgas I    | Aeroklub Gliwicki III |

## Wyniki zawodów
Wyniki V Międzynarodowych Klubowych Zawodów Spadochronowych Gliwice 1979 podano za: Jan Isielenis, Archiwum Sekcji Spadochronowej Aeroklubu Gliwickiego, 1979. Brak numerów stron w książce

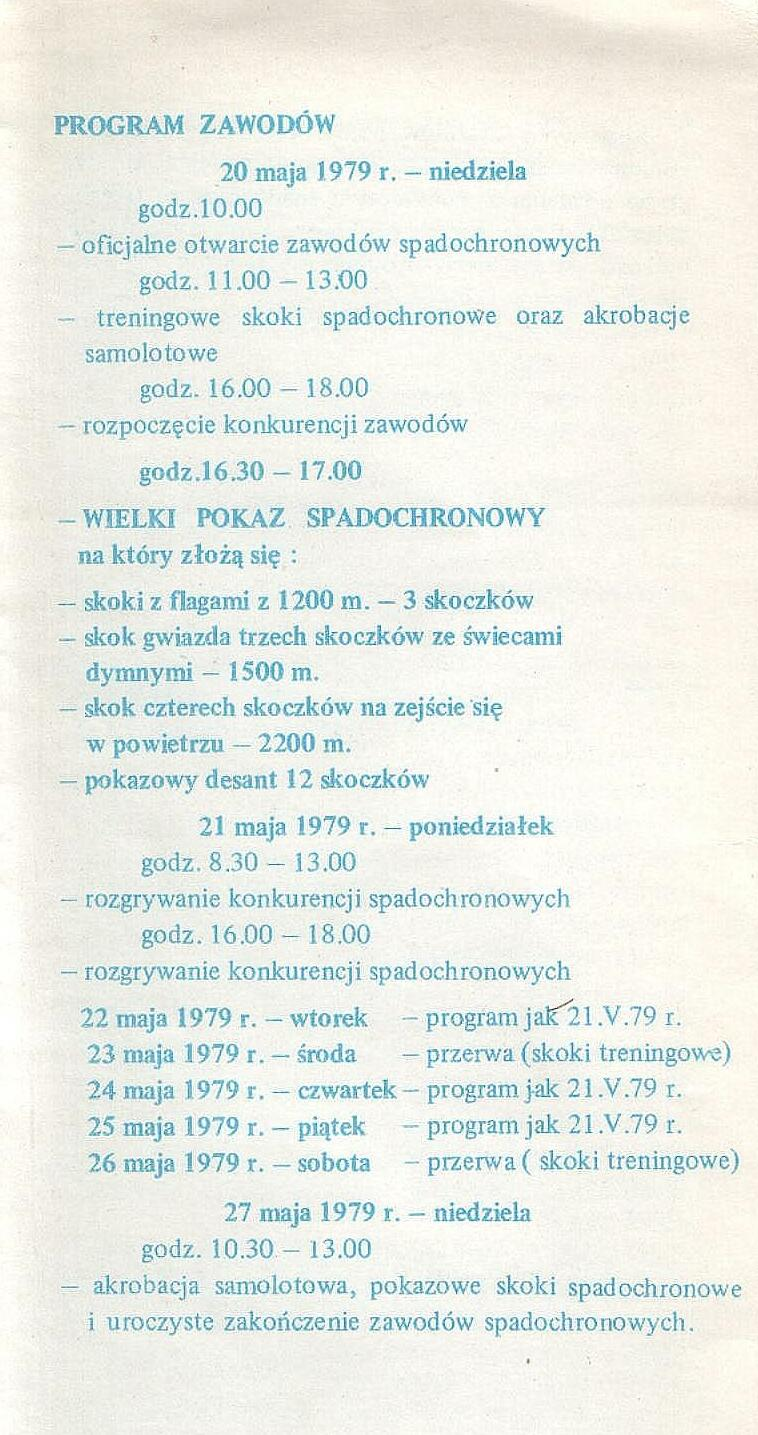
Program V Międzynarodowych Klubowych Zawodów Spadochronowych Gliwice 1979

W zawodach brało udział 34 zawodników w tym reprezentacje aeroklubów z czterech krajów:
 Bułgaria,  Czechosłowacja,  Włochy,  Polska.

### Klasyfikacja indywidualna (celność lądowania)
| Miejsce | Imię i nazwisko        | Nota łączna | Drużyna                |
| 1.      | Jangiczow Dimitr       | 2,11 pkt.   | Aeroklub Burgas I      |
| 2.      | Ryszard Łuczak         | 2,38 pkt.   | Aeroklub Gdański       |
| 3.      | Ryszard Kopijczuk      | 2,90 pkt.   | Aeroklub Gliwicki III  |
| 4.      | Nikołajew Penczo       | 3,41 pkt.   | Aeroklub Burgas I      |
| 5.      | Jan Bober              | 3,44 pkt.   | Aeroklub Gliwicki I    |
| 6.      | Ninov Ivan             | 6,05 pkt.   | Aeroklub Burgas        |
| 7.      | Zdzisław Śliwa         | 7,50 pkt.   | Aeroklub Gliwicki II   |
| 8.      | Ryszard Brycht         | 7,85 pkt.   | Aeroklub Gdański       |
| 9.      | Andrzej Grabania       | 7,87 pkt.   | Aeroklub Gliwicki III  |
| 10.     | Jan Strzałkowski       | 7,92 pkt.   | Aeroklub Gliwicki II   |
| 11.     | Gabani Pavel           | 8,76 pkt.   | Aeroklub Prešov I      |
| 12.     | Witold Lewandowski     | 8,91 pkt.   | Aeroklub Gliwicki III  |
| 13.     | Christov Stojan        | 10,66 pkt.  | Aeroklub Burgas I      |
| 14.     | Andrzej Młyński        | 14,66 pkt.  | Aeroklub Gliwicki I    |
| 15.     | Nikołowa Margarita     | 16,54 pkt.  | Aeroklub Burgas II     |
| 16.     | Jerzy Hercuń           | 16,62 pkt.  | Aeroklub Gliwicki II   |
| 17.     | Krzysztof Bartochowski | 24,16 pkt.  | Aeroklub Gdański       |
| 18.     | Kazimierz Nowak        | 25,81 pkt.  | Aeroklub Gliwicki IV   |
| 19.     | Jan Isielenis          | 27,28 pkt.  | Aeroklub Burgas II     |
| 20.     | Gaminiani Pio          | 30,62 pkt.  | Aeroklub Vergiate II   |
| 21.     | Gobis Diana            | 32,92 pkt.  | Aeroklub Vergiate I    |
| 22.     | Platko Wladislaw       | 33,96 pkt.  | Aeroklub Prešov I      |
| 23.     | Podracky Frantisek     | 36,66 pkt.  | Aeroklub Prešov I      |
| 24.     | Buzzi Antonio          | 42,14 pkt.  | Aeroklub Vergiate I    |
| 25.     | Emondi Rodolfo         | 44,40 pkt.  | Aeroklub Vergiate II   |
| 26.     | Piotr Jendrzyca        | 56,63 pkt.  | Aeroklub Gliwicki IV   |
| 27.     | Rapacz Marian          | 56,96 pkt.  | Aeroklub Prešov II     |
| 28.     | Roman Grudziński       | 57,47 pkt.  | Aeroklub Gliwicki IV   |
| 29.     | Marszałek Jerzy        | 59,11 pkt.  | Aeroklub Prešov II     |
| 30.     | Malinowsky Karol       | 60,42 pkt.  | Aeroklub Prešov II     |
| 31.     | Andrzej Baruk          | 65,00 pkt.  | Aeroklub Jeleniogórski |
| 32.     | Salwatore Italo        | 65,29 pkt.  | Aeroklub Vergiate I    |
| 33.     | Arpa Mario             | 75,79 pkt.  | Aeroklub Vergiate II   |
| 34.     | Edward Miler           | 90,68 pkt.  | Aeroklub Gliwicki I    |

### Klasyfikacja (akrobacja zespołowa)
| Miejsce | Drużyna                             | Zawodnicy              | Wynik drużyny |
| ------- | ----------------------------------- | ---------------------- | ------------- |
| 1.      | Polska · Aeroklub Gliwicki I        | Jan Bober              | 0,0 pkt.      |
| 1.      | Polska · Aeroklub Gliwicki I        | Edward Miler           | 0,0 pkt.      |
| 1.      | Polska · Aeroklub Gliwicki I        | Andrzej Młyński        | 0,0 pkt.      |
| 2.      | Polska · Aeroklub Gliwicki II       | Jerzy Hercuń           | 2,0 pkt.      |
| 2.      | Polska · Aeroklub Gliwicki II       | Jan Strzałkowski       | 2,0 pkt.      |
| 2.      | Polska · Aeroklub Gliwicki II       | Zdzisław Śliwa         | 2,0 pkt.      |
| 3.      | Włochy · Aeroklub Vergiate II       | Emondi Rodolfo         | 17,6 pkt.     |
| 3.      | Włochy · Aeroklub Vergiate II       | Geminiani Pio          | 17,6 pkt.     |
| 3.      | Włochy · Aeroklub Vergiate II       | Arpa Mario             | 17,6 pkt.     |
| 4–11.   | Polska · Aeroklub Gdański           | Ryszard Łuczak         | 20,0 pkt.     |
| 4–11.   | Polska · Aeroklub Gdański           | Krzysztof Bartochowski | 20,0 pkt.     |
| 4–11.   | Polska · Aeroklub Gdański           | Ryszard Brycht         | 20,0 pkt.     |
| 4–11.   | Czechosłowacja · Aeroklub Prešov I  | Platko Wladislaw       | 20,0 pkt.     |
| 4–11.   | Czechosłowacja · Aeroklub Prešov I  | Gabani Pawel           | 20,0 pkt.     |
| 4–11.   | Czechosłowacja · Aeroklub Prešov I  | Podracky Frantisek     | 20,0 pkt.     |
| 4–11.   | Bułgaria Aeroklub Burgas I          | Jangiczow Dimitr       | 20,0 pkt.     |
| 4–11.   | Bułgaria Aeroklub Burgas I          | Christow Stojan        | 20,0 pkt.     |
| 4–11.   | Bułgaria Aeroklub Burgas I          | Nikolajew Penczo       | 20,0 pkt.     |
| 4–11.   | Czechosłowacja · Aeroklub Prešov II | Malinowsky Karol       | 20,0 pkt.     |
| 4–11.   | Czechosłowacja · Aeroklub Prešov II | Marszałek Jerzy        | 20,0 pkt.     |
| 4–11.   | Czechosłowacja · Aeroklub Prešov II | Rapacz Marian          | 20,0 pkt.     |
| 4–11.   | Włochy · Aeroklub Vergiate I        | Salwatore Italo        | 20,0 pkt.     |
| 4–11.   | Włochy · Aeroklub Vergiate I        | Buzzi Antonio          | 20,0 pkt.     |
| 4–11.   | Włochy · Aeroklub Vergiate I        | Gobis Diana            | 20,0 pkt.     |
| 4–11.   | Bułgaria Aeroklub Burgas II         | Ninow Iwan             | 20,0 pkt.     |
| 4–11.   | Bułgaria Aeroklub Burgas II         | Nikołowa Margarita     | 20,0 pkt.     |
| 4–11.   | Bułgaria Aeroklub Burgas II         | Jan Isielenis          | 20,0 pkt.     |
| 4–11.   | Polska · Aeroklub Gliwice IV        | Roman Grudziński       | 20,0 pkt.     |
| 4–11.   | Polska · Aeroklub Gliwice IV        | Kazimierz Nowak        | 20,0 pkt.     |
| 4–11.   | Polska · Aeroklub Gliwice IV        | Piotr Jendrzyca        | 20,0 pkt.     |
| 4–11.   | Polska · Aeroklub Gliwice III       | Ryszard Kopijczuk      | 20,0 pkt.     |
| 4–11.   | Polska · Aeroklub Gliwice III       | Andrzej Grabania       | 20,0 pkt.     |
| 4–11.   | Polska · Aeroklub Gliwice III       | Witold Lewandowski     | 20,0 pkt.     |

### Klasyfikacja drużynowa (po dwóch konkurencjach)
| Miejsce | Drużyna                             | Zawodnicy              | Wynik drużyny |
| ------- | ----------------------------------- | ---------------------- | ------------- |
| 1.      | Polska · Aeroklub Gliwicki II       | Jerzy Hercuń           | 34,4 pkt.     |
| 1.      | Polska · Aeroklub Gliwicki II       | Jan Strzałkowski       | 34,4 pkt.     |
| 1.      | Polska · Aeroklub Gliwicki II       | Zdzisław Śliwa         | 34,4 pkt.     |
| 2.      | Bułgaria Aeroklub Burgas I          | Jangiczow Dimitr       | 36,18 pkt.    |
| 2.      | Bułgaria Aeroklub Burgas I          | Christow Stojan        | 36,18 pkt.    |
| 2.      | Bułgaria Aeroklub Burgas I          | Penczo Nikołajew       | 36,18 pkt.    |
| 3.      | Polska · Aeroklub Gliwicki III      | Ryszard Kopijczuk      | 39,68 pkt.    |
| 3.      | Polska · Aeroklub Gliwicki III      | Andrzej Grabania       | 39,68 pkt.    |
| 3.      | Polska · Aeroklub Gliwicki III      | Witold Lewandowski     | 39,68 pkt.    |
| 4.      | Polska · Aeroklub Gdański           | Ryszard Łuczak         | 54,39 pkt.    |
| 4.      | Polska · Aeroklub Gdański           | Krzysztof Bartochowski | 54,39 pkt.    |
| 4.      | Polska · Aeroklub Gdański           | Ryszard Brycht         | 54,39 pkt.    |
| 5.      | Bułgaria Aeroklub Burgas II         | Iwan Ninow             | 69,87 pkt.    |
| 5.      | Bułgaria Aeroklub Burgas II         | Margarita Nikołowa     | 69,87 pkt.    |
| 5.      | Bułgaria Aeroklub Burgas II         | Jan Isielenis          | 69,87 pkt.    |
| 6.      | Czechosłowacja · Aeroklub Prešov I  | Wladislaw Platko       | 99,28 pkt.    |
| 6.      | Czechosłowacja · Aeroklub Prešov I  | Pawol Gabani           | 99,28 pkt.    |
| 6.      | Czechosłowacja · Aeroklub Prešov I  | Ftantisek Podracky     | 99,28 pkt.    |
| 7.      | Polska · Aeroklub Gliwicki I        | Jan Bober              | 108,78 pkt.   |
| 7.      | Polska · Aeroklub Gliwicki I        | Edward Miler           | 108,78 pkt.   |
| 7.      | Polska · Aeroklub Gliwicki I        | Andrzej Młyński        | 108,78 pkt.   |
| 8.      | Włochy · Aeroklub Vergiate I        | Salwatore Italo        | 158,0 pkt.    |
| 8.      | Włochy · Aeroklub Vergiate I        | Buzzi Antonio          | 158,0 pkt.    |
| 8.      | Włochy · Aeroklub Vergiate I        | Gobis Diana            | 158,0 pkt.    |
| 9.      | Polska · Aeroklub Gliwicki IV       | Roman Grudziński       | 159,91 pkt.   |
| 9.      | Polska · Aeroklub Gliwicki IV       | Kazimierz Nowak        | 159,91 pkt.   |
| 9.      | Polska · Aeroklub Gliwicki IV       | Piotr Jendrzyca        | 159,91 pkt.   |
| 10.     | Włochy · Aeroklub Vergiate II       | Emondi Rodolfo         | 170,81 pkt.   |
| 10.     | Włochy · Aeroklub Vergiate II       | Geminiani Pio          | 170,81 pkt.   |
| 10.     | Włochy · Aeroklub Vergiate II       | Arpa Mario             | 170,81 pkt.   |
| 11.     | Czechosłowacja · Aeroklub Prešov II | Karol Malinowski       | 196,49 pkt.   |
| 11.     | Czechosłowacja · Aeroklub Prešov II | Jerzy Marszałek        | 196,49 pkt.   |
| 11.     | Czechosłowacja · Aeroklub Prešov II | Marian Rapacz          | 196,49 pkt.   |